# Amphipholis sobrina
Amphipholis sobrina är en ormstjärneart som beskrevs av Matsumoto 1917. Amphipholis sobrina ingår i släktet Amphipholis och familjen trådormstjärnor. Inga underarter finns listade i Catalogue of Life.